# Чирва, Владимир Фёдорович
Влади́мир Фёдорович Чи́рва (род. 2 мая 1943, Шатравино, Сумская область) — украинский педагог, преподаватель, ректор Глуховского педагогического института (1996—1999).

## Биография
Родился 2 мая 1943 года в селе Шатравино Липоводолинского района Сумской области.
- В 1961—1970 годах учился на физико-математическом факультете Сумского государственного педагогического института имени А. С. Макаренко.
- В 1960—1962 годах — учитель труда и физического воспитания Панасовской восьмилетней школы (с. Панасовка, Липоводолинский район).
- С 1962 по 1965 годах — проходил воинскую службу в советской армии; радиотелеграфист, заместитель командира взвода воинской части в Германской Демократической Республике.
- Август-декабрь 1965 — учитель труда и физического воспитания Липоводолинской восьмилетней школы.
- Декабрь 1965 — январь 1969 годов — учитель физики и математики Московской средней школы (с. Московское, Липоводолинский район).
- Январь 1981 — кандидат философских наук.
- Октябрь 1991 — июнь 1992 года — консультант по работе органов образования и культуры исполкома областного совета.
- Июнь 1992 — август 1994 года — заведующий сектором по социально-культурным вопросам Сумской областной государственной администрации.
- Август-ноябрь 1994 года — ведущий специалист отдела по делам религии областного совета.
- Декабрь 1994 — июнь 1995 года — исполняющий обязанности заведующего отделом по делам религии исполкома областного совета.
- Июнь 1995 — март 1996 — заведующий отделом по делам религии исполкома областного совета.
- Сентябрь 1991 — март 1996 год — старший преподаватель, доцент кафедры философии и социологии Сумского государственного педагогического института имени А. С. Макаренко.
- 20 марта 1996 — 25 октября 1999 года — ректор Глуховского государственного педагогического института.
- 26 октября 1999 — 21 января 2005 года — начальник управления образования и науки Сумской областной государственной администрации.
- 31 января — 14 февраля 2005 года — исполняющий обязанности ректора Сумского областного института последипломного педагогического образования.
- С 1 октября 2005 года: с перерывами до 28 февраля 2015 работал в должности доцента кафедры философии Глуховского национального педагогического университета имени Александра Довженко.